# 以色列地博物館

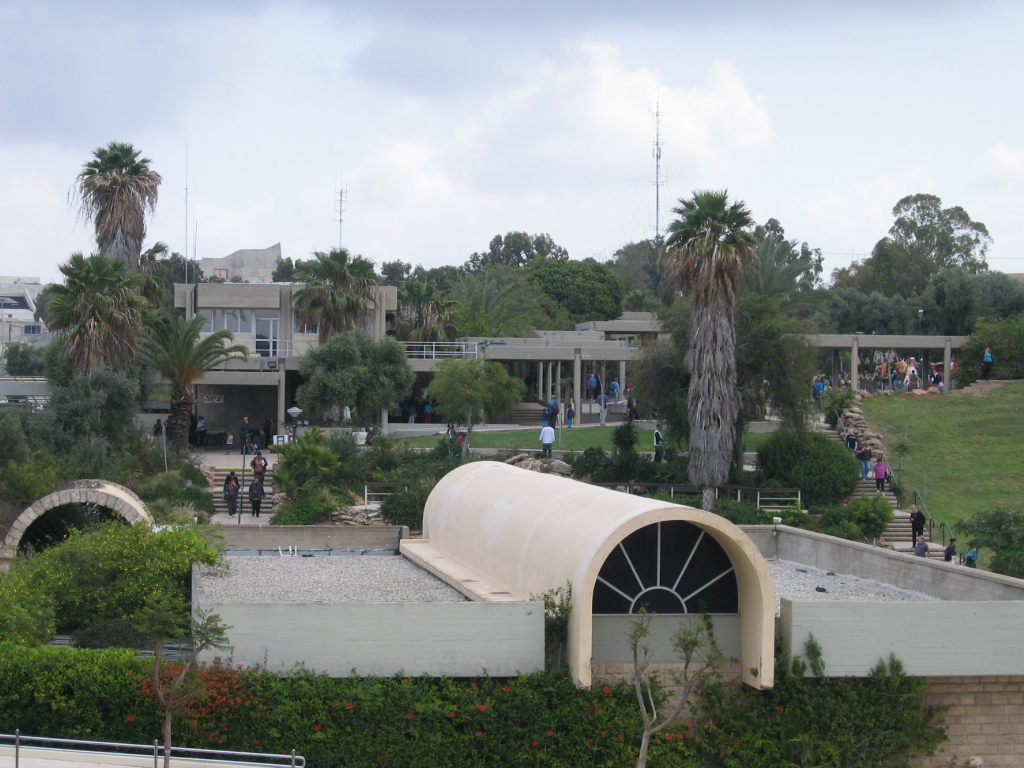
以色列地博物館

以色列地博物館（希伯來語：‎），又譯為以色列故土博物館，是一間位在以色列特拉維夫拉瑪特阿維夫區的歷史與考古博物館。

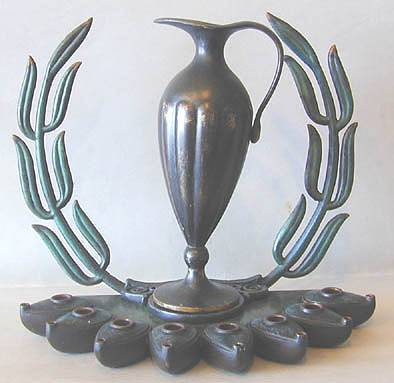
由莫理斯·阿什克隆所設計的青銅猶太教燈臺，以色列地博物館的一個猶太文物展覽品。

## 历史
以色列地博物館建於1953年，裡面一系列的展示館中展出了豐富的考古學、人類學以及歷史的手工藝品。每一個展示館都有一個不同的主題：玻璃器皿、陶器、硬幣、銅器等等。該館也有一個天文館。
「人類與其創作（Man and His Work）」館以現場展示古代編織、珠寶與陶器製作、碾穀及烘焙麵包的方法為特色。而在博物館範圍內還有一個出土的泰爾·考西爾遺跡，該遺跡已發現了12個明顯有別的文化層。

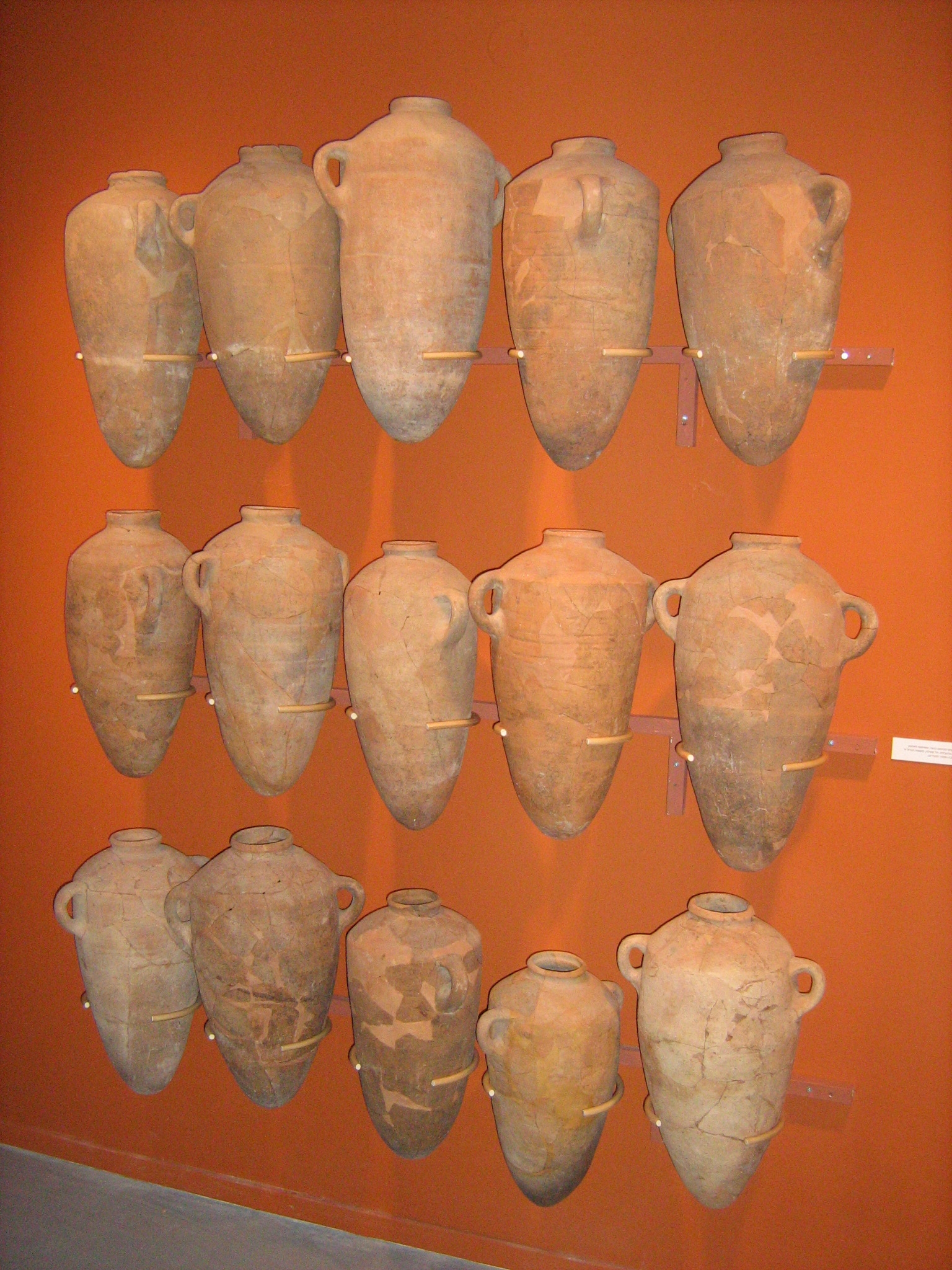
在泰爾·考西爾遺跡發現的雙耳瓶

## 尼庫斯坦展示館
在這個展示館裡，參觀者會發現他們自己在一個重現紅銅時代與青銅時代晚期的礦坑之中，展示一些如石鎚、燧石刀與銅鑿等代表性挖礦工具。
這裡還展示了四個熔爐：
- 紅銅時代的碗狀爐（前4千年）
- 青銅時代晚期的圓頂爐（前14到13世紀）
- 真正的青銅時代晚期熔爐（前12世紀）
- 鐵器時代的豎爐（前10世紀）

其他還有沿著十字軍在阿卡北邊索馬賴利亞（Sommelaria）的堡壘所發現的13世紀玻璃熔爐。

## 米甸聖殿展示館
在前14世紀，埃及法老們派遣挖礦考察隊前往狄姆納。來自米甸之地的隨行專業鍛冶匠直到前12世紀為止都在狄姆納冶煉著銅。這個展示館收藏了一個米甸聖殿模型，其中特別值得關注的是神殿裡有著鍍金頭部的青銅之蛇，或許便是聖經裡的銅蛇（列王記下 18:4）。

## 玻璃展示館
該展示館展出古代的玻璃器皿，而展示品又分成三個部分，分別對應玻璃製作史上的三個時期：吹製法應用前的時期（青銅時代晚期到希臘化時代，前15到前1世紀）、羅馬與拜占庭的吹製玻璃時期（1到7世紀）與伊斯蘭的吹製玻璃時期（7到15世紀）。展示品中有兩個罕見的器皿，分別是一個精美且有兩個開口的角杯，其希臘名字是「rhyton」，而另外一個是上面寫有製作者名字的「埃尼恩的藍色水壺（Ennion's Blue Jug）」，其作者約活在1世紀前半。

## 集郵展示館

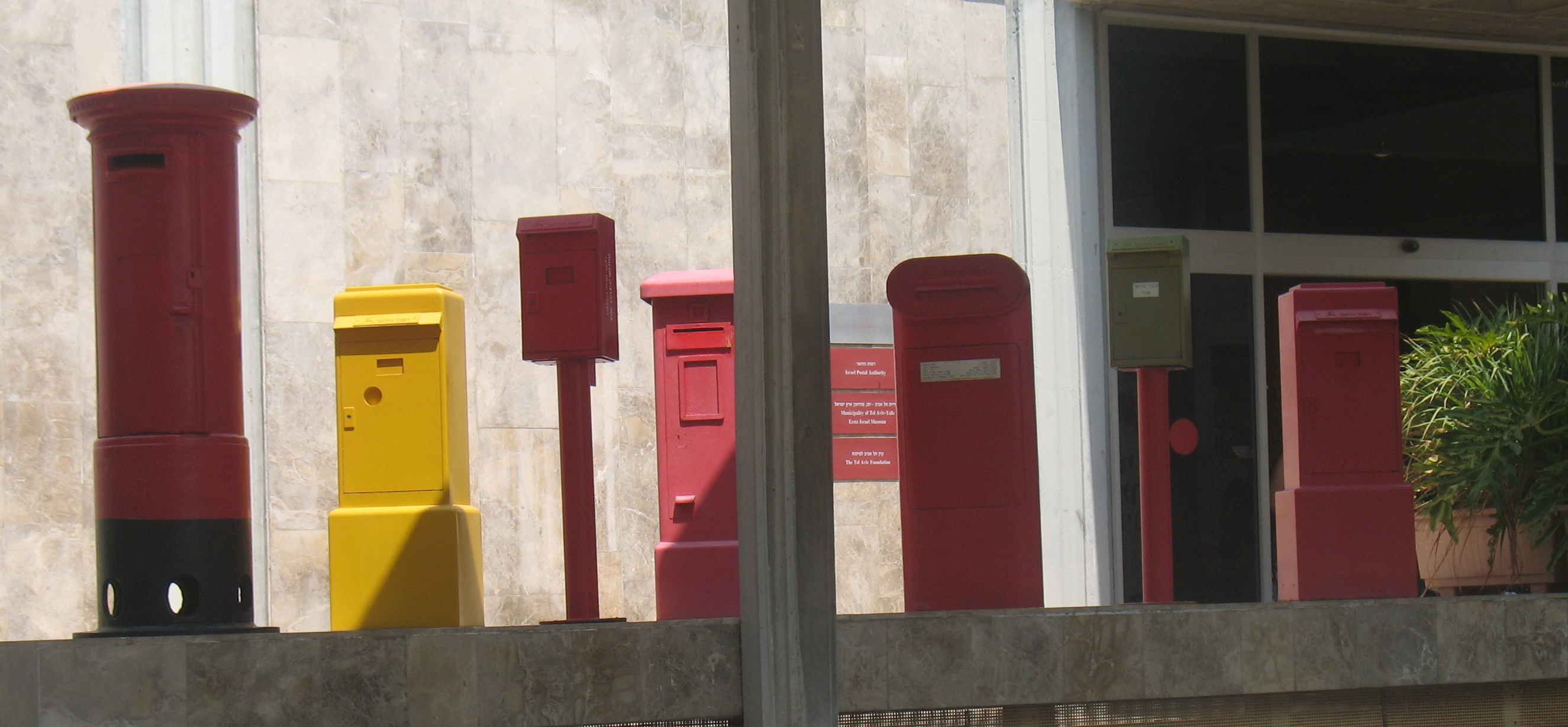
在以色列地博物館集郵館所展示的以色列郵務歷年來使用的各種郵筒。

該展示館講述了從19世紀中期到1948年以色列立國為止在以色列地上郵遞服務的歷史。這裡展示了信封、信件、相片、海報、郵筒與電話，以及1949年的郵件貨車。
集郵廳裡展示有貴重且稀少的郵票。

## 外部連結
- Official site （页面存档备份，存于）
- Eretz Israel Museum at ilMuseums.com

32°6′11.35″N 34°47′47.1″E / 32.1031528°N 34.796417°E